# Gunung Panggade
Gunung Panggade är ett berg i Indonesien.   Det ligger i provinsen Aceh, i den västra delen av landet, 1 700 km nordväst om huvudstaden Jakarta. Toppen på Gunung Panggade är 1 662 meter över havet, eller 105 meter över den omgivande terrängen. Bredden vid basen är 4,1 km.
Terrängen runt Gunung Panggade är kuperad västerut, men österut är den bergig.Runt Gunung Panggade är det ganska glesbefolkat, med 22 invånare per kvadratkilometer. I omgivningarna runt Gunung Panggade växer i huvudsak städsegrön lövskog.